# Idahalla Kaval, Belur
Idahalla Kaval là một làng thuộc tehsil Belur, huyện Hassan, bang Karnataka, Ấn Độ.